# Rote Raben Vilsbiburg 2022-2023
Questa voce raccoglie le informazioni riguardanti il Rote Raben Vilsbiburg nelle competizioni ufficiali della stagione 2022-2023.

## Stagione
Il Rote Raben Vilsbiburg partecipa alla stagione 2022-23 senza alcuna denominazione sponsorizzata.
In 1. Bundesliga ottiene un ottavo posto in regular season, partecipando quindi ai play-off scudetto, eliminato ai quarti di finale dal MTV Stoccarda. In Coppa di Germania invece non va oltre gli ottavi di finale, sconfitto dal Potsdam.

## Organigramma societario
Area direttiva
- Presidente: André Wehnert

Area tecnica
- Allenatore: Florian Völker
- Allenatore in seconda: João Silva
- Scoutman: Andreas Häußler, Vitus Raßhofer, Alejandro Terrero

Area sanitaria
- Medico: Karl-Heinz Attenberger, Rüdiger Meesters, Gudrun Mendler
- Fisioterapista: Linda Damerau, Maximilian Hartl, Gerfried Krämer, Silke Osmalak, Elena Stelter

## Rosa
| N° | Nome             | Ruolo | Data di nascita   | Nazionalità sportiva |
| -- | ---------------- | ----- | ----------------- | -------------------- |
| 1  | Kirsten Knip     | L     | 14 settembre 1992 | Paesi Bassi          |
| 2  | Yeisy Soto       | C     | 4 aprile 1996     | Colombia             |
| 3  | Dayana Segovia   | O     | 24 marzo 1996     | Colombia             |
| 4  | Jeannette Huskić | S     | 10 gennaio 2004   | Bosnia ed Erzegovina |
| 5  | Suvi Kokkonen    | S     | 1º febbraio 2000  | Finlandia            |
| 6  | Sina Bauer       | L     | 17 giugno 2005    | Germania             |
| 7  | Cayetana López   | S     | 17 giugno 2005    | Spagna               |
| 8  | Channon Thompson | S     | 29 marzo 1994     | Trinidad e Tobago    |
| 9  | Britte Stuut     | C     | 11 gennaio 2003   | Paesi Bassi          |
| 11 | Lisa Arbos       | S     | 22 novembre 1996  | Francia              |
| 12 | Wilmarie Rivera  | P     | 14 febbraio 1997  | Porto Rico           |
| 13 | Lara Darowski    | S     | 22 marzo 2022     | Germania             |
| 14 | Avery Heppell    | C     | 25 marzo 1998     | Canada               |
| 15 | Laura Bergmann   | C     | 29 luglio 2004    | Germania             |
| 16 | Lindsay Flory    | P     | 24 ottobre 1996   | Stati Uniti          |

## Statistiche

### Statistiche di squadra
| Competizione      | Punti | In casa | In casa | In casa | In trasferta | In trasferta | In trasferta | Totale | Totale | Totale |
| Competizione      | Punti | G       | V       | P       | G            | V            | P            | G      | V      | P      |
| ----------------- | ----- | ------- | ------- | ------- | ------------ | ------------ | ------------ | ------ | ------ | ------ |
| 1. Bundesliga     | 25    | 12      | 7       | 5       | 12           | 4            | 8            | 24     | 11     | 13     |
| Coppa di Germania | -     | 1       | 0       | 1       | 0            | 0            | 0            | 1      | 0      | 1      |
| Totale            | -     | 13      | 7       | 6       | 12           | 4            | 8            | 25     | 11     | 14     |

G = partite giocate; V = partite vinte; P = partite perse

### Statistiche dei giocatori
| Giocatrice  | 1. Bundesliga | 1. Bundesliga | 1. Bundesliga | 1. Bundesliga | 1. Bundesliga | Coppa di Germania | Coppa di Germania | Coppa di Germania | Coppa di Germania | Coppa di Germania | Totale | Totale | Totale | Totale | Totale |
| Giocatrice  | P             | PT            | AV            | MV            | BV            | P                 | PT                | AV                | MV                | BV                | P      | PT     | AV     | MV     | BV     |
| ----------- | ------------- | ------------- | ------------- | ------------- | ------------- | ----------------- | ----------------- | ----------------- | ----------------- | ----------------- | ------ | ------ | ------ | ------ | ------ |
| L. Arbos    | 20            | 86            | 80            | 4             | 2             | 1                 | 4                 | 3                 | 1                 | 0                 | 21     | 90     | 83     | 5      | 2      |
| S. Bauer    | -             | -             | -             | -             | -             | 0                 | 0                 | 0                 | 0                 | 0                 | 0      | 0      | 0      | 0      | 0      |
| L. Bergmann | 0             | 0             | 0             | 0             | 0             | 0                 | 0                 | 0                 | 0                 | 0                 | 0      | 0      | 0      | 0      | 0      |
| L. Darowski | 21            | 14            | 10            | 1             | 4             | 1                 | 0                 | 0                 | 0                 | 0                 | 22     | 14     | 10     | 1      | 4      |
| L. Flory    | 22            | 8             | 5             | 3             | 0             | 0                 | 0                 | 0                 | 0                 | 0                 | 22     | 8      | 5      | 3      | 0      |
| A. Heppell  | 18            | 59            | 41            | 10            | 8             | -                 | -                 | -                 | -                 | -                 | 18     | 59     | 41     | 10     | 8      |
| J. Huskić   | -             | -             | -             | -             | -             | 1                 | 0                 | 0                 | 0                 | 0                 | 1      | 0      | 0      | 0      | 0      |
| K. Knip     | 24            | 0             | 0             | 0             | 0             | -                 | -                 | -                 | -                 | -                 | 24     | 0      | 0      | 0      | 0      |
| S. Kokkonen | 23            | 349           | 308           | 28            | 13            | 1                 | 8                 | 8                 | 0                 | 0                 | 24     | 357    | 316    | 28     | 13     |
| C. López    | -             | -             | -             | -             | -             | 1                 | 0                 | 0                 | 0                 | 0                 | 1      | 0      | 0      | 0      | 0      |
| W. Rivera   | 24            | 73            | 37            | 17            | 22            | 1                 | 2                 | 0                 | 0                 | 2                 | 25     | 75     | 37     | 17     | 24     |
| D. Segovia  | 20            | 218           | 190           | 17            | 11            | 1                 | 8                 | 7                 | 1                 | 0                 | 21     | 226    | 197    | 18     | 11     |
| Y. Soto     | 23            | 228           | 176           | 37            | 15            | 1                 | 6                 | 4                 | 1                 | 1                 | 24     | 234    | 180    | 38     | 16     |
| B. Stuut    | 21            | 107           | 68            | 30            | 9             | 1                 | 1                 | 1                 | 0                 | 0                 | 22     | 108    | 69     | 30     | 9      |
| C. Thompson | 22            | 246           | 196           | 38            | 12            | -                 | -                 | -                 | -                 | -                 | 22     | 246    | 196    | 38     | 12     |

P = presenze; PT = punti totali; AV = attacchi vincenti; MV = muri vincenti; BV = battute vincenti